# Else Gentner-Fischer
Else Gentner-Fischer (Frankfurt del Main, 5 de setembre, 1883 - Prien am Chiemsee (Alta Baviera), 26 d'abril, 1943) va ser una cantant d'òpera (soprano) alemanya.

## Biografia
Filla d'un perruquer va estudiar al Conservatori Hoch de la seva ciutat natal i va debutar a Mannheim. El 1906, el director artístic de Frankfurt, Emil Claar, la va convocar a l'Òpera de Frankfurt juntament amb el seu primer marit, el tenor Karl Gentner (1876–1922), on es va quedar durant tota la seva carrera i es va convertir en una de les favorites del públic amb el seu repertori inusualment extens d'uns 130 rols. Inicialment va començar amb papers d'opereta, després va canviar a papers dramàtics juvenils com a soprano. En els seus últims anys va assumir cada cop més papers molt dramàtics com a mezzosoprano.
Els seus papers destacats inclouen Aïda, Carmen, Donna Anna, el Marschallin, Santuzza i Tosca. També va emocionar el públic en òperes modernes de Paul Hindemith, Erich Wolfgang Korngold, Arnold Schönberg, Franz Schreker i Kurt Weill. Va rebutjar diverses trucades a altres escenaris, com ara Munic i Viena.
El 1935, Gentner-Fischer va haver de baixar dels escenaris perquè el seu segon marit, el baríton Benno Ziegler, era jueu. El 23 de juny de 1935 va fer la seva actuació de comiat en el paper d'Isolda. Va considerar temporalment convertir-se al judaisme, però el rabí de Frankfurt Georg Salzberger la va dissuadir. El seu marit va emigrar sol a Anglaterra mentre ella es va quedar a Alemanya.
Else Gentner-Fischer va morir el 26 d'abril de 1943 a Prien am Chiemsee. La seva tomba es troba al cementiri principal de Frankfurt. Està designada com a sepultura honorífica.
La seva veu es pot escoltar en discos fets per G&T (Frankfurt a. M. 1906), Grammophon (Berlín 1922–24) i Electrola (Berlín 1927–30).